# Chiodecton ochroleucum
Chiodecton ochroleucum är en lavart som beskrevs av Zahlbr. Chiodecton ochroleucum ingår i släktet Chiodecton och familjen Roccellaceae.   Inga underarter finns listade i Catalogue of Life.